# Liste der Biografien/Brem
Liste der Biografien |
Portal Biografien |
Personensuche
# |
A |
B |
C |
D |
E |
F |
G |
H |
I |
J |
K |
L |
M |
N |
O |
P |
Q |
R |
S |
T |
U |
V |
W |
X |
Y |
Z |
?
 
Ba |
Be |
Bd |
Bg |
Bh |
Bi |
Bj |
Bl |
Bm |
Bn |
Bo |
Br |
Bs |
Bu |
Bw |
By |
Bz
 
Bra |
Brc |
Brd |
Bre |
Brg |
Bri |
Brj |
Brk |
Brl |
Brn |
Bro |
Brp–Brt |
Bru |
Brv |
Bry |
Brz
 
Brea |
Breb |
Brec |
Bred |
Bree |
Bref |
Breg |
Breh |
Brei |
Brej |
Brek |
Brel |
Brem |
Bren |
Breo |
Brep |
Breq |
Brer |
Bres |
Bret |
Breu |
Brev |
Brew |
Brex |
Brey |
Brez
Die Liste der Biografien führt alle Personen auf, die in der deutschsprachigen Wikipedia einen Artikel haben. Dieses ist eine Teilliste mit 156 Einträgen von Personen, deren Namen mit den Buchstaben „Brem“ beginnt.

## Brem
- Brem, Alexander (* 1979), deutscher Wirtschaftswissenschaftler
- Brem, Alexander, deutscher Synchronsprecher
- Brem, Alois (1930–2016), deutscher katholischer Geistlicher
- Brem, Andrea (* 1963), österreichische Sozialarbeiterin, Geschäftsführerin der Wiener Frauenhäuser
- Brem, Beppo (1906–1990), deutscher Schauspieler
- Brem, Bonaventura (1755–1818), deutscher Geistlicher, letzter Reichsprälat und Abt im Kloster Weißenau
- Brem, Eva-Maria (* 1988), österreichische SkirennläuferinEva-Maria Brem (* 1988)

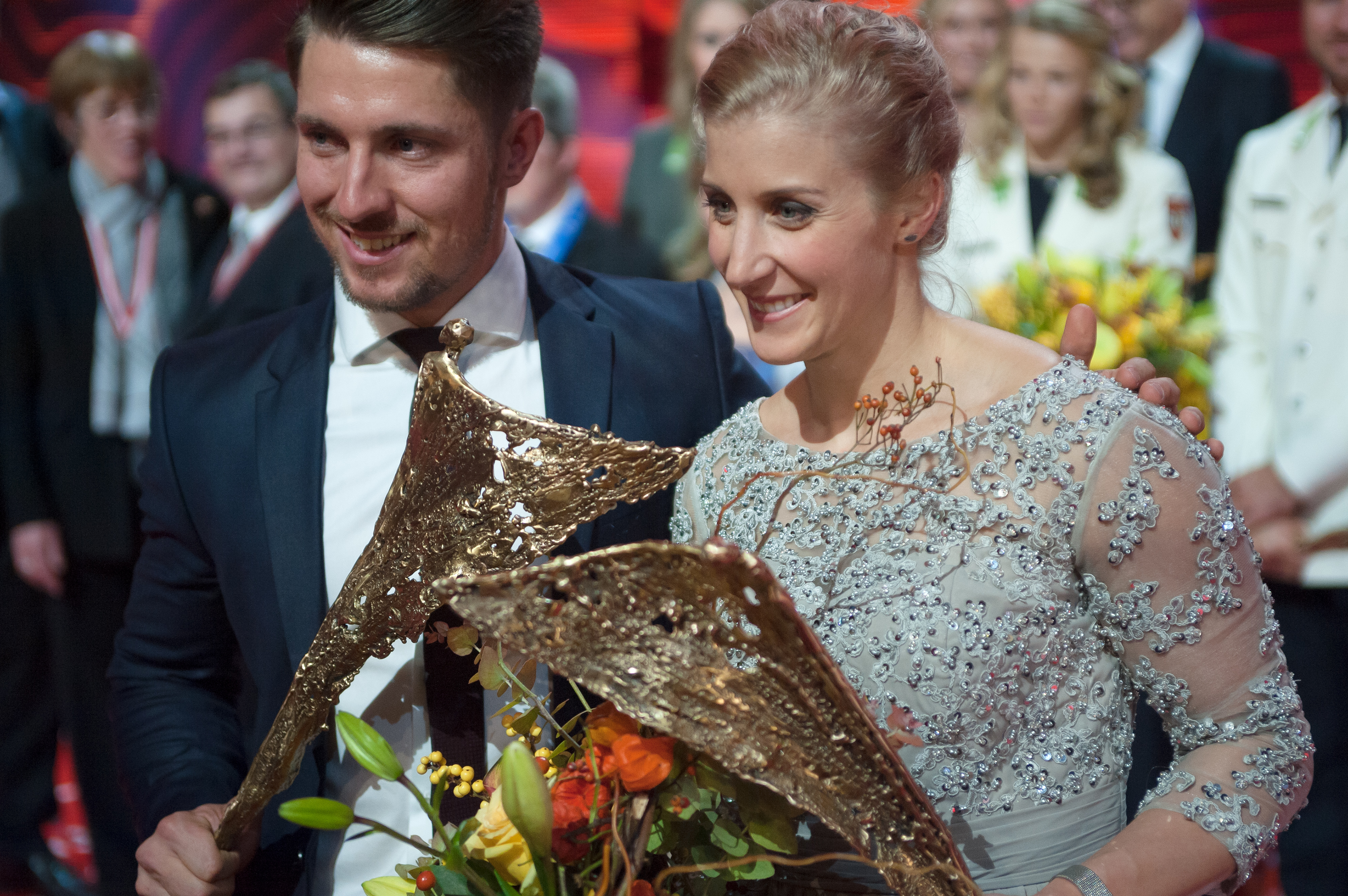
Eva-Maria Brem (* 1988)

- Brem, Gottfried (* 1953), deutscher Tierzüchter und Hochschullehrer
- Brem, Hermann (* 1961), deutscher Politiker (Bündnis 90/Die Grünen)
- Brem, Hildegard (1951–2024), österreichische Zisterzienserin, Äbtissin und Priorin
- Brem, Ilse (* 1945), österreichische Lyrikerin und Schriftstellerin
- Brem, Marty (* 1959), österreichischer Musiker und Modeschöpfer
- Brem, Nikolaus (1877–1957), deutscher römisch-katholischer Geistlicher
- Brem, Rolf (1926–2014), Schweizer Bildhauer, Zeichner und Grafiker
- Brem, Rudolf Waldemar (1948–2016), deutscher Schauspieler und Filmproduzent
- Brem, Wilhelm (* 1977), deutscher Behindertensportler
- Brem-Gräser, Luitgard (1919–2013), deutsche Psychologin

### Brema
- Brema, Marie (1856–1925), britische Opernsängerin (Mezzosopran) und Theaterschauspielerin
- Breman, Co (1865–1938), niederländischer Maler

### Bremb
- Brembach, Achim Ernst (1936–2018), deutscher Grafiker und Stadtoriginal in Leipzig
- Brembach, Nils (* 1993), deutscher Geher
- Brembach, Werner (* 1912), deutscher Fußballspieler
- Brembeck, Christian (* 1960), deutscher Organist, Cembalist, Pianist und Dirigent
- Brembeck, Felicia (* 1994), deutsche Poetry-Slammerin
- Bremberg, Fredrik (* 1973), schwedischer Eishockeyspieler
- Brembilla, Emiliano (* 1978), italienischer Schwimmer
- Brembly, David (* 1993), deutsch-polnisch-US-amerikanischer Basketballspieler
- Brembs, Björn (* 1971), deutscher Neurobiologe

### Breme
- Bremec, Nicolás (* 1977), uruguayischer Fußballspieler
- Bremeier, Wolfram (* 1939), deutscher Politiker (SPD) und Beamter
- Bremen, Maike von (* 1981), deutsche FernsehschauspielerinMaike von Bremen (* 1981)

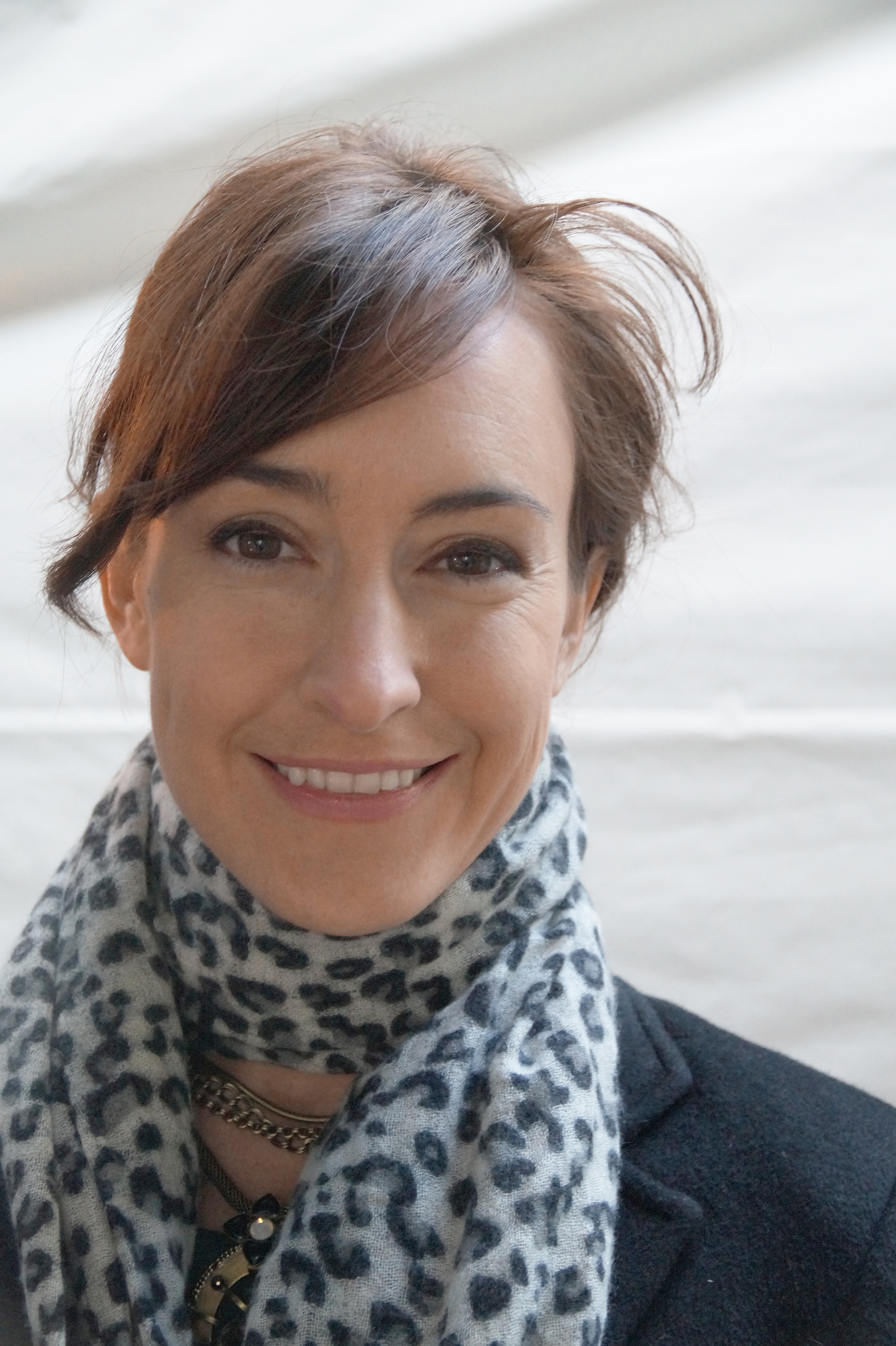
Maike von Bremen (* 1981)

- Bremen, Philipp (1909–1977), deutscher Politiker (CDU), MdL
- Bremen, Silke von (* 1959), deutsche Reiseschriftstellerin und GästeführerinSilke von Bremen (* 1959)

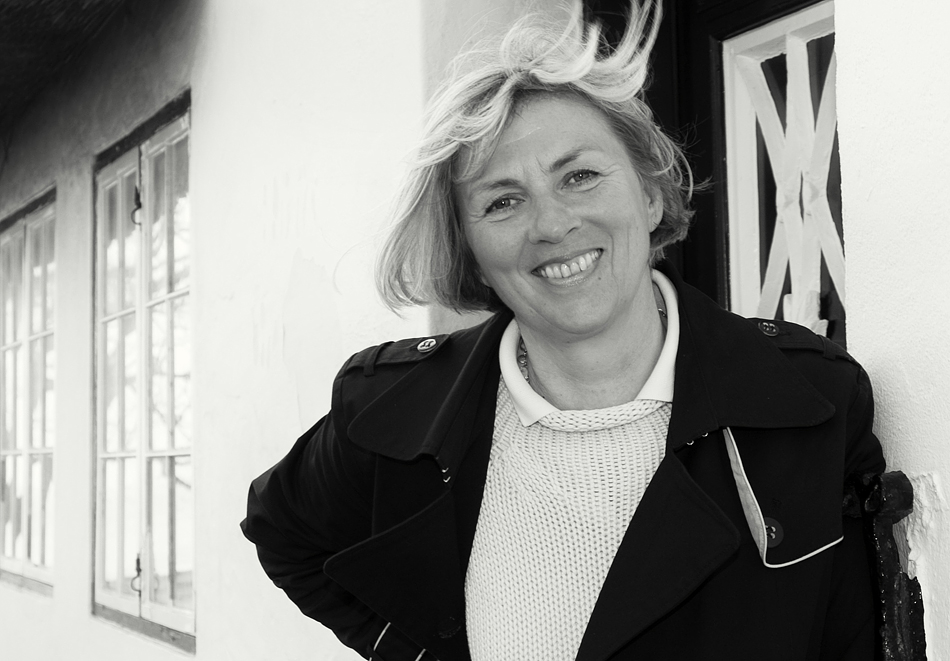
Silke von Bremen (* 1959)

- Bremen, Simon (* 1999), deutscher Jazzmusiker (Saxophon, Komposition)
- Bremen, Wilhelmina von (1909–1976), US-amerikanische Leichtathletin
- Bremer (* 1997), brasilianischer Fußballspieler
- Bremer, Adalbert (1902–1948), deutscher Politiker (CDU)
- Bremer, Alexandre (* 1992), belgisch-französischer Eishockeyspieler
- Bremer, Alida (* 1959), deutsch-kroatische Schriftstellerin, Übersetzerin und Literaturwissenschaftlerin
- Bremer, Anja (1901–1985), deutsche Galeristin und Kunsthändlerin
- Bremer, Anne (1868–1923), amerikanische Malerin des Postimpressionismus
- Bremer, Anne-Mieke (* 1991), deutsche Politikerin (Die Linke)
- Bremer, Annemarie, deutsche Filmeditorin
- Bremer, Arthur (* 1950), US-amerikanischer Attentäter
- Bremer, Asmus († 1720), Bürgermeister von Kiel
- Bremer, Benedix von (1717–1779), deutscher Jurist
- Bremer, Benjamin (* 1997), dänischer E-Sportler
- Bremer, Burckhard (* 1946), deutscher Radrennfahrer und Radsportfunktionär
- Bremer, Caroline von (1766–1845), deutsche Äbtissin
- Bremer, Chris-Carol (* 1971), deutscher Schwimmer
- Bremer, Claus (1924–1996), deutscher Dramaturg, Theaterregisseur und Lyriker
- Bremer, Dagmar (* 1963), deutsche Hockeyspielerin
- Bremer, Detlef (1957–1988), deutsches Todesopfer an der innerdeutschen Grenze
- Bremer, Dieter (1938–2023), deutscher Altphilologe
- Bremer, Franz Peter (1832–1916), deutscher Rechtshistoriker und Hochschullehrer
- Bremer, Franziska (* 1985), deutsche Volleyballspielerin
- Bremer, Fredrika (1801–1865), schwedische Schriftstellerin und Führerin der schwedischen Frauenbewegung
- Bremer, Friedrich (1919–1966), deutscher SS-Hauptsturmführer
- Bremer, Friedrich Franz Dietrich von (1759–1836), deutscher Minister des Königreichs Hannover
- Bremer, Fritz (1882–1954), deutscher Politiker (CDU), MdL
- Bremer, Gerhard (1917–1989), deutscher SS-Angehöriger, Ritterkreuzträger und Bauunternehmer
- Bremer, Hans (1885–1959), deutscher Maler und Grafiker
- Bremer, Hans (* 1906), deutscher Polizei- und Gestapo-Beamter
- Bremer, Hartmut (1945–2018), deutscher Maschinenbauingenieur und Hochschullehrer
- Bremer, Heiner (* 1941), deutscher Journalist, Fernsehmoderator und Politiker (FDP)Heiner Bremer (* 1941)

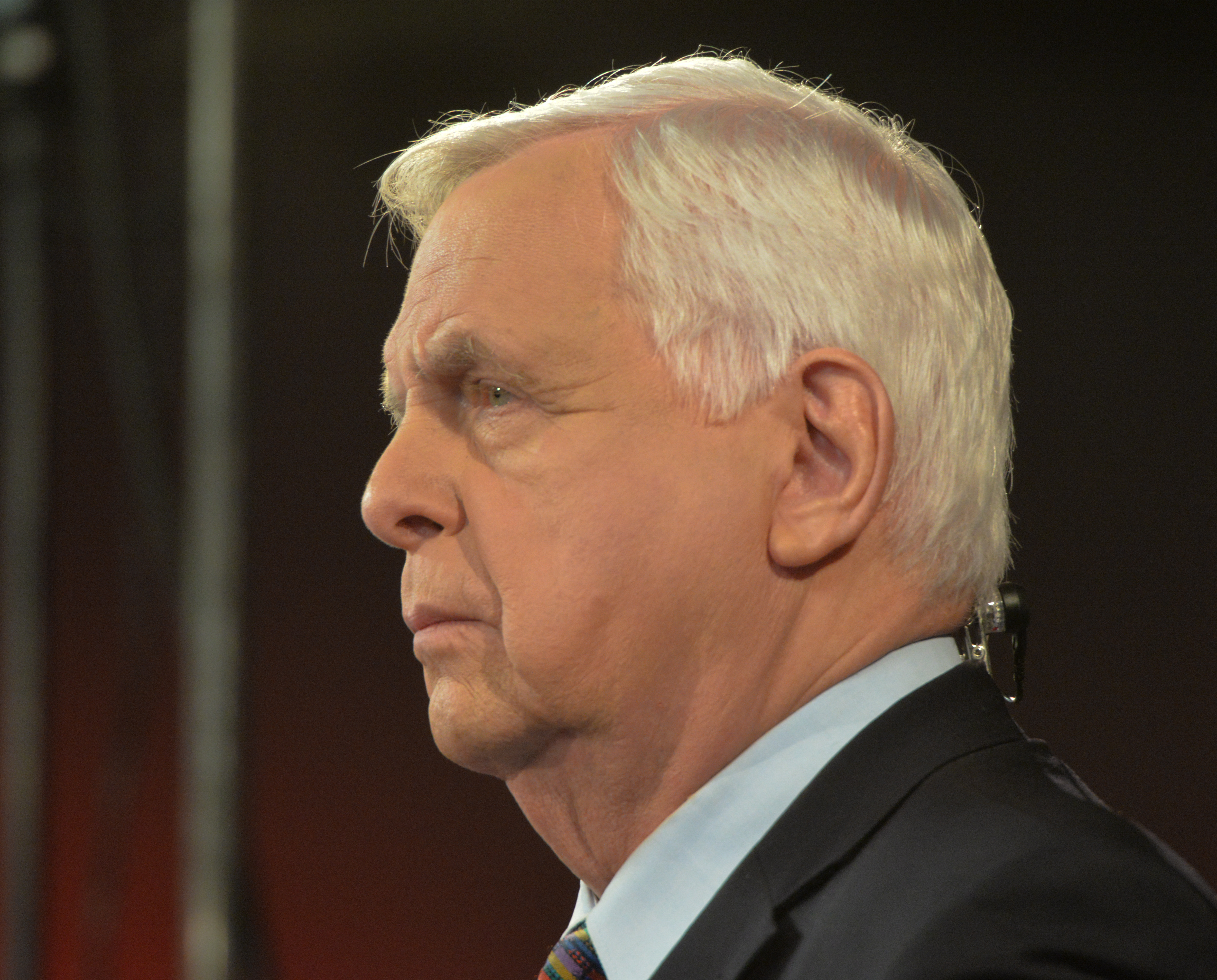
Heiner Bremer (* 1941)

- Bremer, Heinz (1931–2001), deutscher Naturschützer, Biologe und Hochschullehrer
- Bremer, Hugo (1869–1947), deutscher Unternehmer und Erfinder
- Bremer, Inga (* 1980), deutsche Regisseurin, Drehbuchautorin und Produzentin
- Bremer, J. R. (* 1980), US-amerikanisch-bosnischer Basketballspieler
- Bremer, Jakob (1881–1963), deutscher römisch-katholischer Priester, Gymnasiallehrer und Heimatforscher
- Bremer, James (1786–1850), britischer Konteradmiral
- Bremer, Jan Maarten (1932–2023), niederländischer Klassischer Philologe
- Bremer, Jan Peter (* 1965), deutscher Schriftsteller
- Bremer, Johannes, deutscher Theologe
- Bremer, Jörg (* 1952), deutscher Journalist, Historiker und Autor
- Bremer, Julius (1828–1894), Mitbegründer der Magdeburger Arbeiterbewegung
- Bremer, Jürgen (1804–1874), Rechtsanwalt und deutscher Politiker des Herzogtums Schleswig
- Bremer, Jürgen (* 1940), deutscher Kanute
- Bremer, Kai (* 1971), deutscher Germanist
- Bremer, Karl Benedikt von (* 1724), preußischer Obrist und Chef des Garnisonsregiments Nr. 8
- Bremer, Karl Heinz (1911–1942), deutscher Romanist
- Bremer, Lucille (1917–1996), US-amerikanische Schauspielerin
- Bremer, Mark (* 1969), deutscher Sprecher
- Bremer, Martin (* 1954), deutscher Fußballspieler
- Bremer, Martin (* 1970), deutscher Langstreckenläufer
- Bremer, Michelle (* 1983), neuseeländische Triathletin
- Bremer, Nico (* 1959), luxemburgischer Fußballspieler
- Bremer, Otto (1862–1936), deutscher Germanist und Phonetiker
- Bremer, Otto Wassiljewitsch (1812–1873), russischer Architekt und Amateur-Entomologe
- Bremer, Paul (* 1941), US-amerikanischer Politiker, Zivilverwalter für den Irak
- Bremer, Pauline (* 1996), deutsche FußballspielerinPauline Bremer (* 1996)

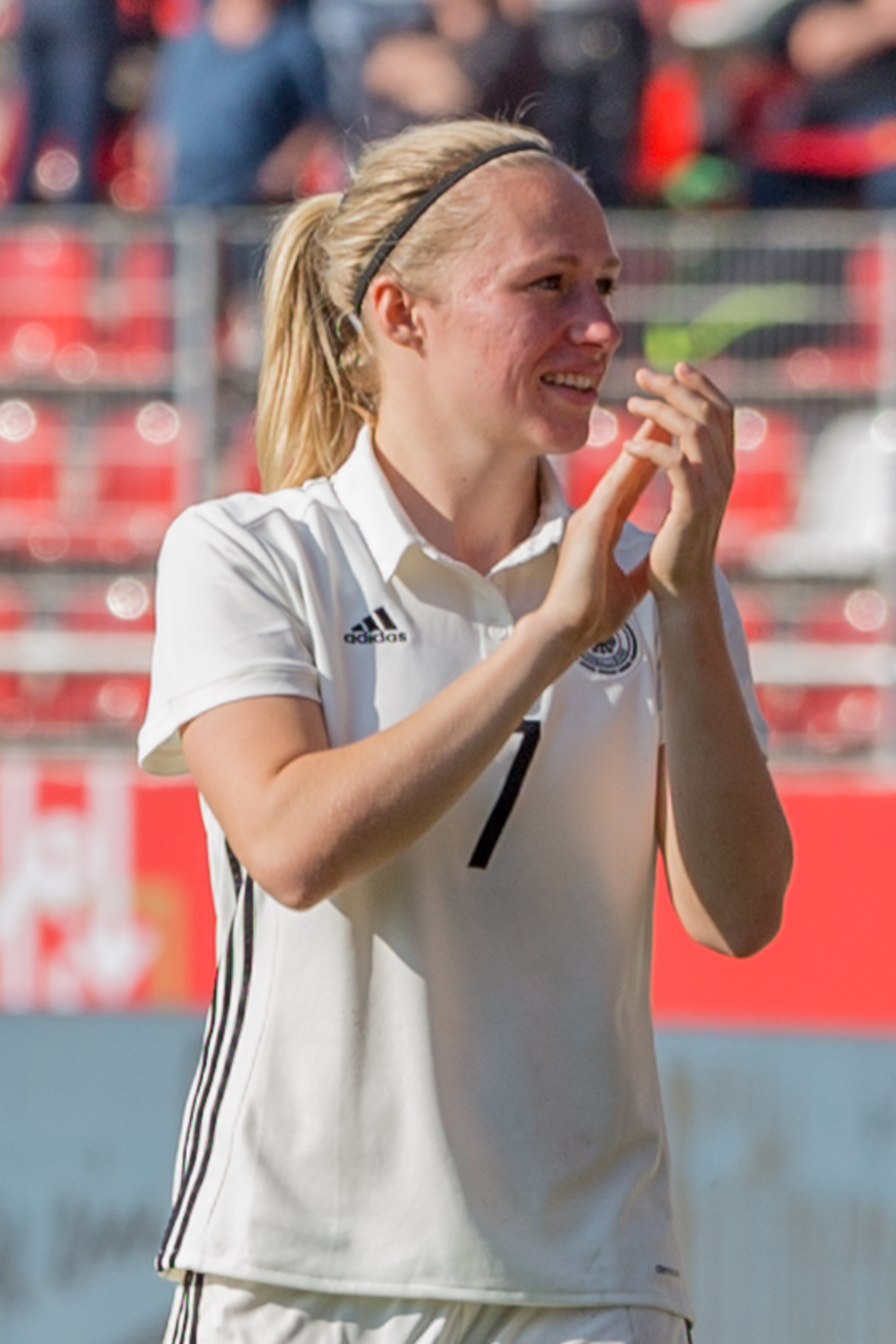
Pauline Bremer (* 1996)

- Bremer, Richard (1900–1971), deutscher Journalist
- Bremer, Rolf (1926–1991), deutscher Politiker (CDU), MdB
- Bremer, Ronnie (* 1978), dänischer Autorennfahrer
- Bremer, Stuart A. (1943–2002), US-amerikanischer Politikwissenschaftler
- Bremer, Sven (* 1975), deutscher Fußballspieler
- Bremer, Thomas (* 1954), deutscher Romanist
- Bremer, Thomas (* 1957), deutscher römisch-katholischer Theologe
- Bremer, Tönnies († 1628), deutscher Goldschmied und hannoverscher Münzmeister
- Bremer, Torsten (* 1961), deutscher Ruderer
- Bremer, Undine (* 1961), deutsche Leichtathletin
- Bremer, Uwe (* 1940), deutscher Maler und Graphiker
- Bremer, Väinö (1899–1964), finnischer Leichtathlet und Skisportler
- Bremer, Walther (1887–1926), deutscher prähistorischer Archäologe
- Bremer, Wolfgang (* 1953), deutscher Konteradmiral
- Bremermann, Hans Joachim (1926–1996), deutschamerikanischer Mathematiker und Physiker
- Bremermann, Johann (1827–1897), deutscher Lithograf und Fotograf sowie ein Porträtmaler der Düsseldorfer Schule
- Bremermann, Johann Friedrich (1842–1913), deutscher Reedereikaufmann und Direktor beim Norddeutschen Lloyd
- Bremermann, Julia (* 1967), deutsche SchauspielerinJulia Bremermann (* 1967)

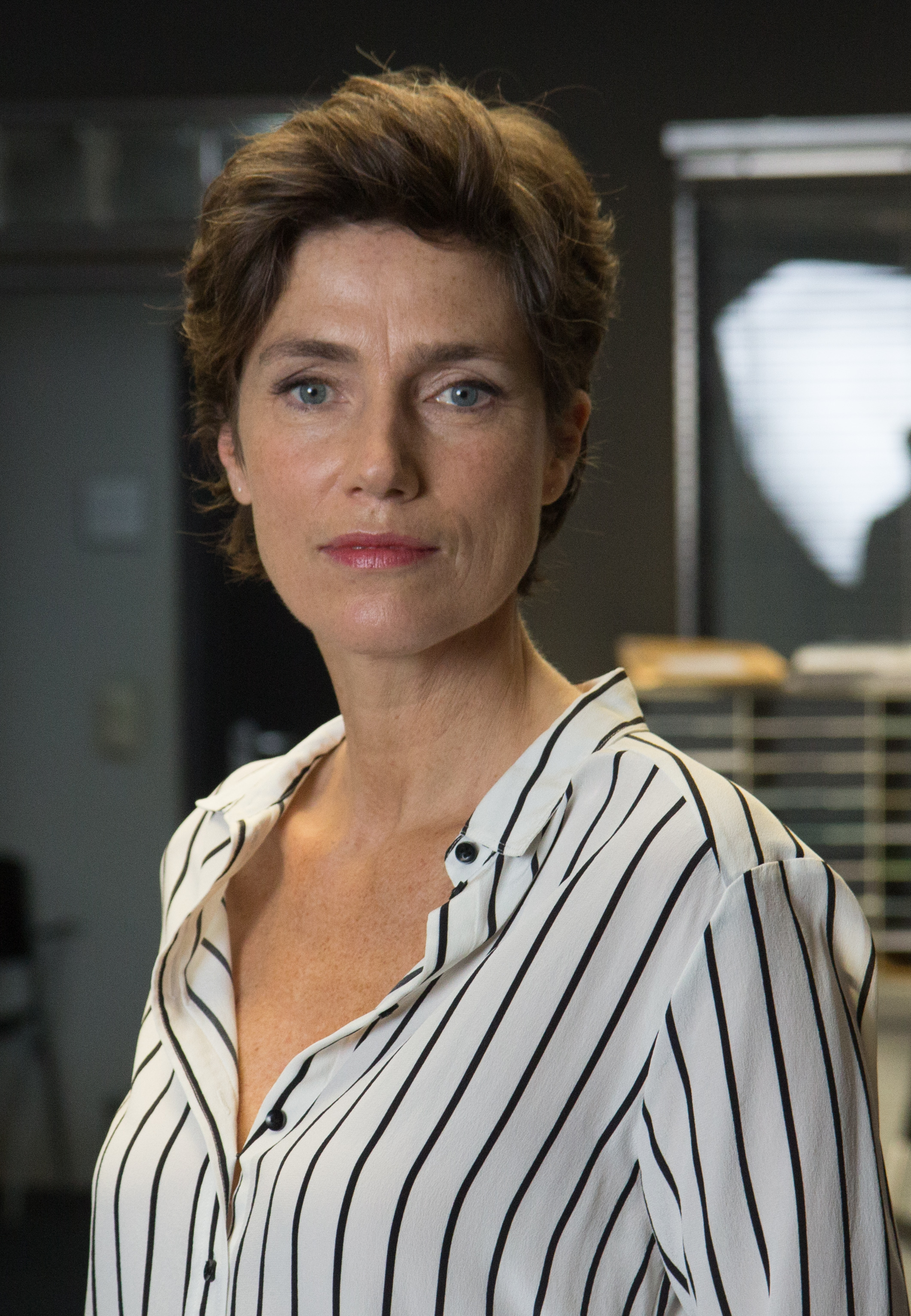
Julia Bremermann (* 1967)

### Bremi
- Bremi, Johann Heinrich (1772–1837), Schweizer Altphilologe
- Bremi, Ulrich (1929–2021), Schweizer Unternehmer und Politiker (FDP)
- Bremicker, Ernst-August (* 1958), deutscher Unternehmer und Mitbesitzer des Familienunternehmens ABUS
- Bremiker, Carl (1804–1877), deutscher Astronom

### Bremk
- Bremke, Karsten (* 1971), deutscher Fußballspieler

### Bremm
- Bremm, Florian (* 2000), deutscher Leichtathlet
- Bremm, Klaus (1923–2008), deutscher Winzer und Politiker (CDU), MdL, MdB
- Bremm, Klaus-Jürgen (* 1958), deutscher Militärhistoriker und Offizier
- Bremm, Nina (* 1979), deutsche Pädagogin
- Bremme, Beate (1906–2006), deutsche Aktive der Wohlfahrt
- Bremme, Hans (1898–1970), deutscher Jurist und Politiker, Oberbürgermeister der Stadt Wuppertal (1945–1946)
- Bremmer, Frank (* 1964), deutscher Neurobiologe und Hochschullehrer
- Bremmer, Hendricus Petrus (1871–1956), niederländischer Maler, Kunstkritiker, Kunstvermittler, Kunstpädagoge
- Bremmer, Ian (* 1969), US-amerikanischer PolitikwissenschaftlerIan Bremmer (* 1969)

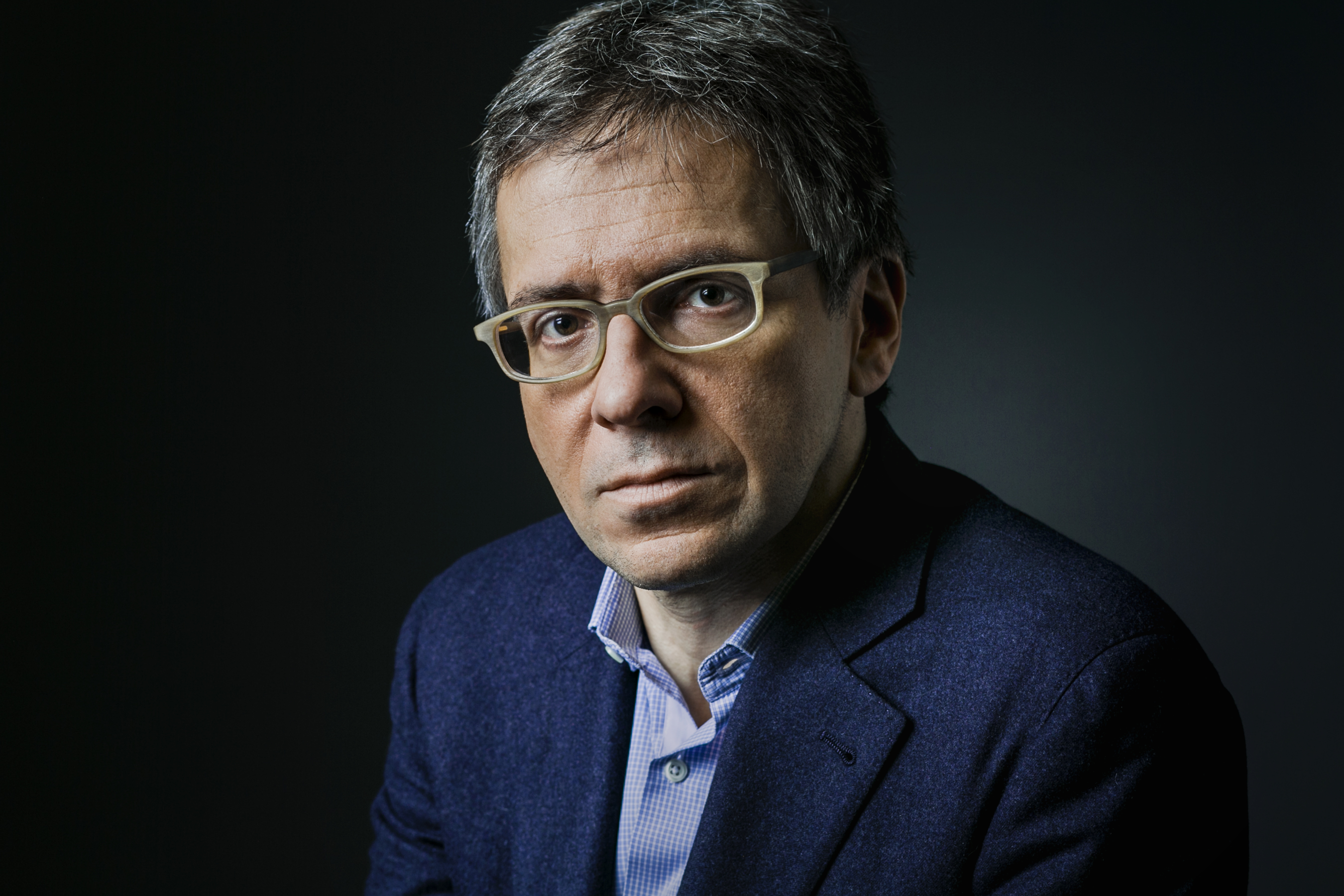
Ian Bremmer (* 1969)

- Bremmer, Jan N. (* 1944), niederländischer Althistoriker und Religionswissenschaftler
- Bremmer, Richard (* 1953), britischer Schauspieler
- Bremmer, Tessa (* 1983), niederländische Handballspielerin und -trainerin

### Bremn
- Bremner, Billy (1942–1997), schottischer Fußballspieler und -trainer
- Bremner, Des (* 1952), schottischer Fußballspieler
- Bremner, Ewen (* 1972), schottischer SchauspielerEwen Bremner (* 1972)

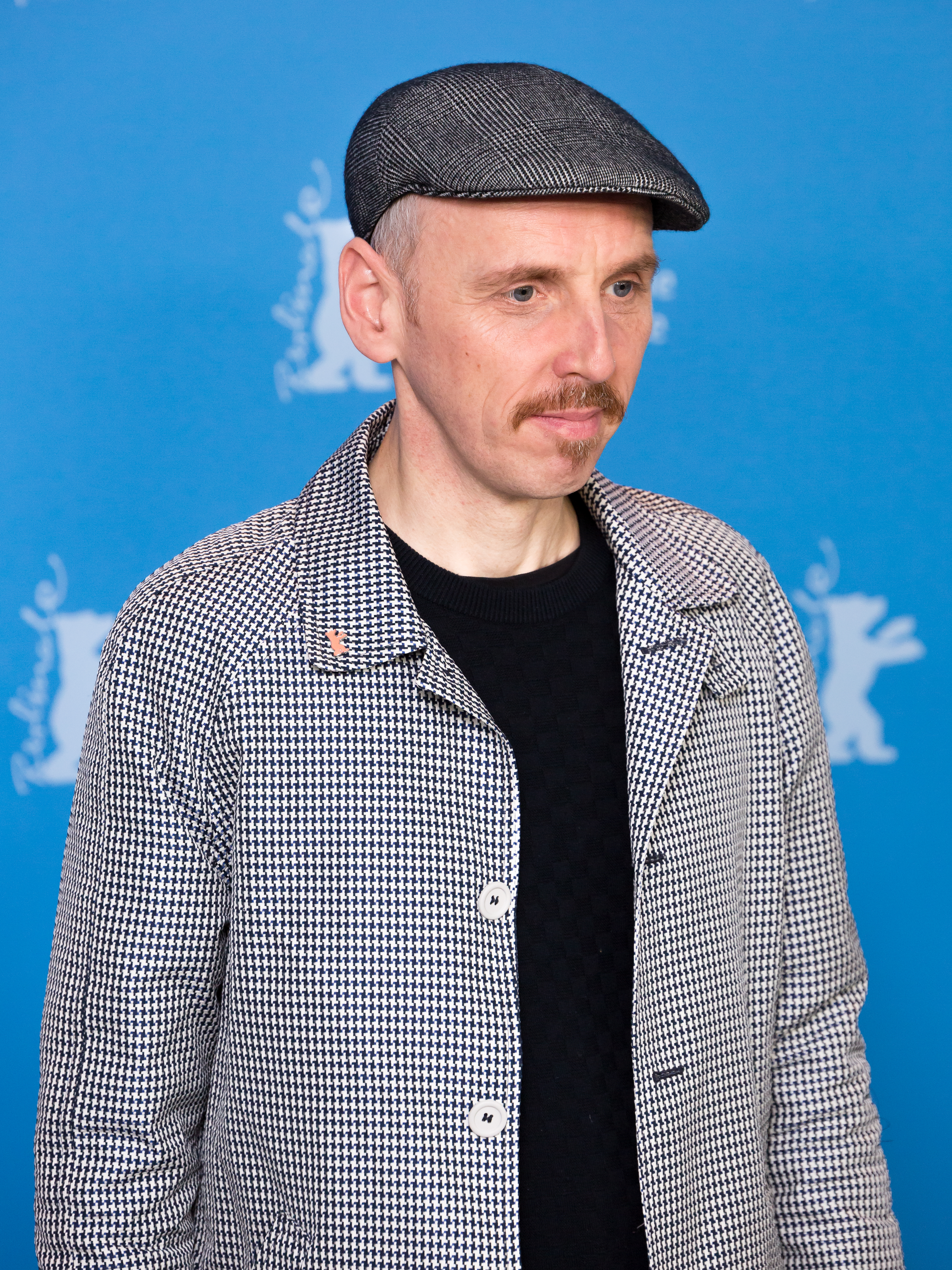
Ewen Bremner (* 1972)

- Bremner, Janice (* 1974), kanadische Synchronschwimmerin
- Bremner, Kyla (* 1977), australische Ringerin
- Bremner, Lindsay (* 1954), britisch-südafrikanische Architektin
- Bremner, Robert G. (1874–1914), US-amerikanischer Politiker
- Bremnes, Kari (* 1956), norwegische Sängerin und Liedermacherin

### Bremo
- Brémond, Alexandrine (1858–1898), französische Dichterin okzitanischer Sprache
- Bremond, Claude (1929–2021), französischer Semiotiker und Erzählforscher
- Brémond, Édouard (1868–1948), französischer Offizier, Brigadegeneral
- Bremond, Henri (1865–1933), französischer Literaturkritiker, Theologe und Schriftsteller
- Brémond, Iryna (* 1984), französische Tennisspielerin
- Brémond, Jean-Louis (1858–1943), französischer Landschaftsmaler
- Brémond, Karine (* 1975), französische Schwimmerin
- Brémont, Marie (1886–2001), französische Supercentenarian und Altersrekordlerin

### Bremp
- Brempong, Ransford (* 1981), kanadischer Basketballspieler

### Brems
- Brems, Alois (1906–1987), deutscher Geistlicher, römisch-katholischer Bischof von Eichstätt
- Brems, Anders (1877–1974), dänischer Sänger (Tenor), Klarinettist und Musikpädagoge
- Brems, Else (1908–1995), dänische Opernsängerin (Kontraalt) und Gesangspädagogin
- Brems, Josef Ludwig (1870–1958), belgischer Geistlicher, katholischer Bischof in Dänemark
- Brems, Mogens (1911–1989), dänischer Schauspieler
- Brems, Wibke (* 1981), deutsche Politikerin (Die Grünen), MdL
- Bremser, Dirk (* 1965), deutscher FußballtrainerDirk Bremser (* 1965)

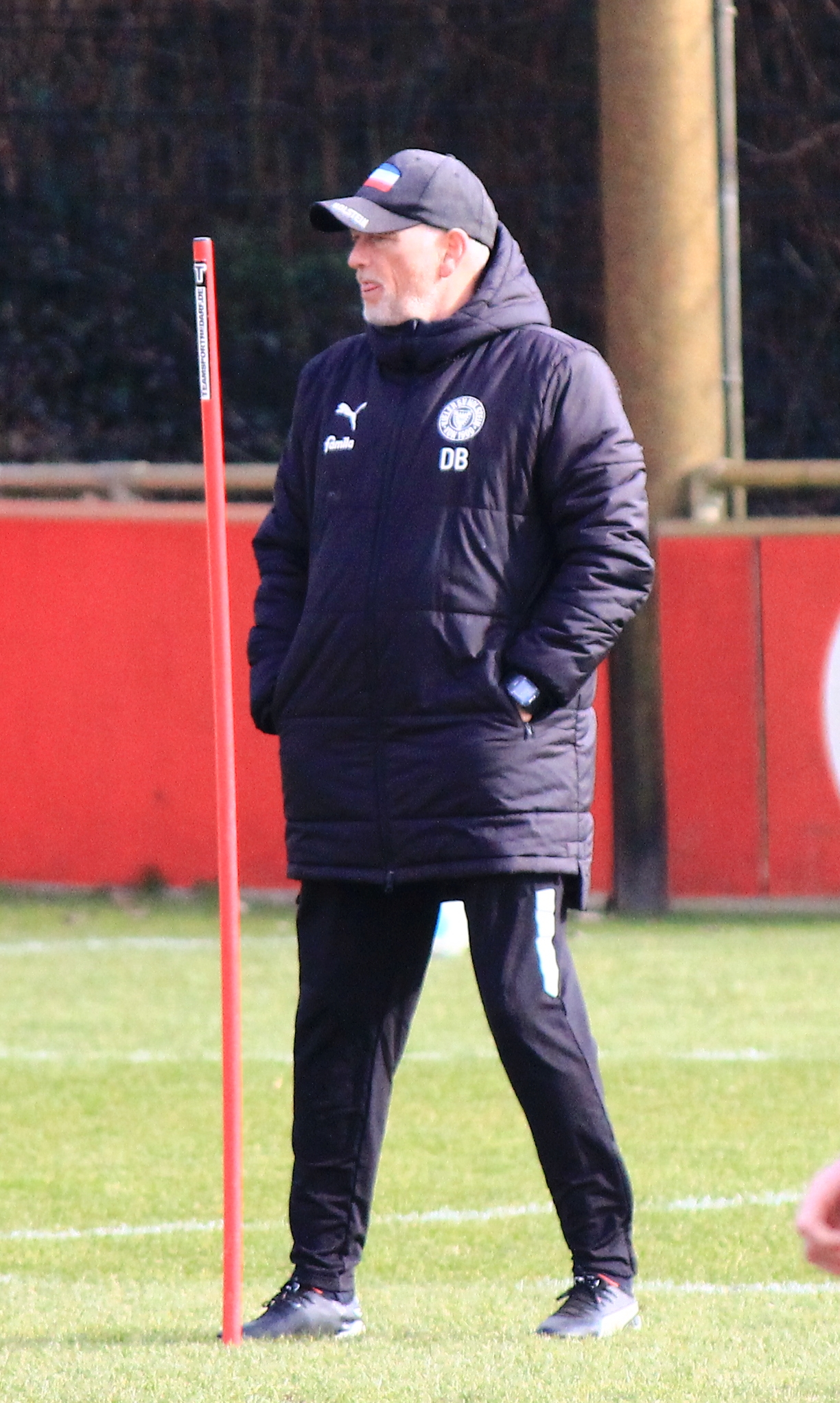
Dirk Bremser (* 1965)

- Bremser, Frank (* 1972), deutscher Hörfunkmoderator
- Bremser, Johann Gottfried (1767–1827), Mediziner und Parasitologe
- Bremseth, Ole (* 1961), norwegischer Skispringer
- Bremsteller, Gerhard (1905–1977), deutscher Organist und Chorleiter
- Bremsteller, Ulrich (1937–2025), deutscher Organist und Kirchenmusiker

### Bremu
- Bremus, Christopher (* 1976), deutscher Filmmusik-Komponist und Musiker